# Mircea IV da Valáquia
Mircea IV Miloş (antes de 1508 - depois de 1537) foi Príncipe da Valáquia entre outubro de 1509 e fevereiro de 1510, sendo filho de Mihnea I da Valáquia.
O seu reinado é incerto, sendo provavelmente apenas associado ao governo do pai, pois é improvável que Mihnea o Mau tenha cedido o trono ao filho enquanto fugia para a Transilvânia. O pai de Mircea fugia pois temia que o exército turco e os nobres da família Craioveşti o substituíssem por outro príncipe. No entanto, em Fevereiro de 1510, quando da Batalha de Codmeana, Mihnea não aparece entre os combatentes, pelo que se questiona se se terá refugiado em Sibiu com a sua esposa e os outros irmãos de Mircea. Isto indica que provavelmente Mircea já reinava nesta altura.
O resultado desfavorável da batalha fez com que Mircea fosse para Sibiu de modo a juntar-se à família que lá residia. Durante a sua fuga, subiu ao trono valaquiano Vlad, o Jovem, filho de Vlad, o Monge, e portanto irmão de Radu IV o Grande. O trono havia sido usurpado pela linhagem de Vlad III, o Empalador através do filho Mihnea, que era precisamente o pai de Mircea. Desta forma, o trono voltou para as mãos da linhagem de Radu o Grande.
A 12 de março, o pai de Mircea foi assassinado nos degraus da Igreja de Sibiu. Ele conseguiu matar dois dos assassinos: Danciu, filho de Vlad, o Jovem, e o tesoureiro Albu, aliado ao Despotado da Sérvia.
Entre 1512 e 1521 tentou impor-se novamente no trono, fazendo frente a Neagoe Bassarabe, mas sem sucesso. Mircea não se envolveu mais em questões políticas e faleceu após 1537.

## Casamento e descendência
Em 1519, Mircea casou-se com Maria da Sérvia, de quem teve:
- Miloş (?);
- Alexandre (3 de Março de 1529 - 11 de Setembro de 1577), Príncipe da Valáquia por duas vezes (7 de Junho de 1568 - 14 de Abril de 1574 e 4 de Maio de 1574 - 28 de Setembro de 1577);
- Vlad (?);
- Mihnea (?);
- Pedro (1537 - 1 de Julho de 1594), Príncipe da Moldávia por três vezes;
- Irene (?), casada com o boiardo Albu Golescu.